# Red Bank (Carolina del Sud)
Red Bank è un census-designated place (CDP) degli Stati Uniti d'America, situato in Carolina del Sud, nella contea di Lexington.